# 鄧斯繆爾 (加利福尼亞州)

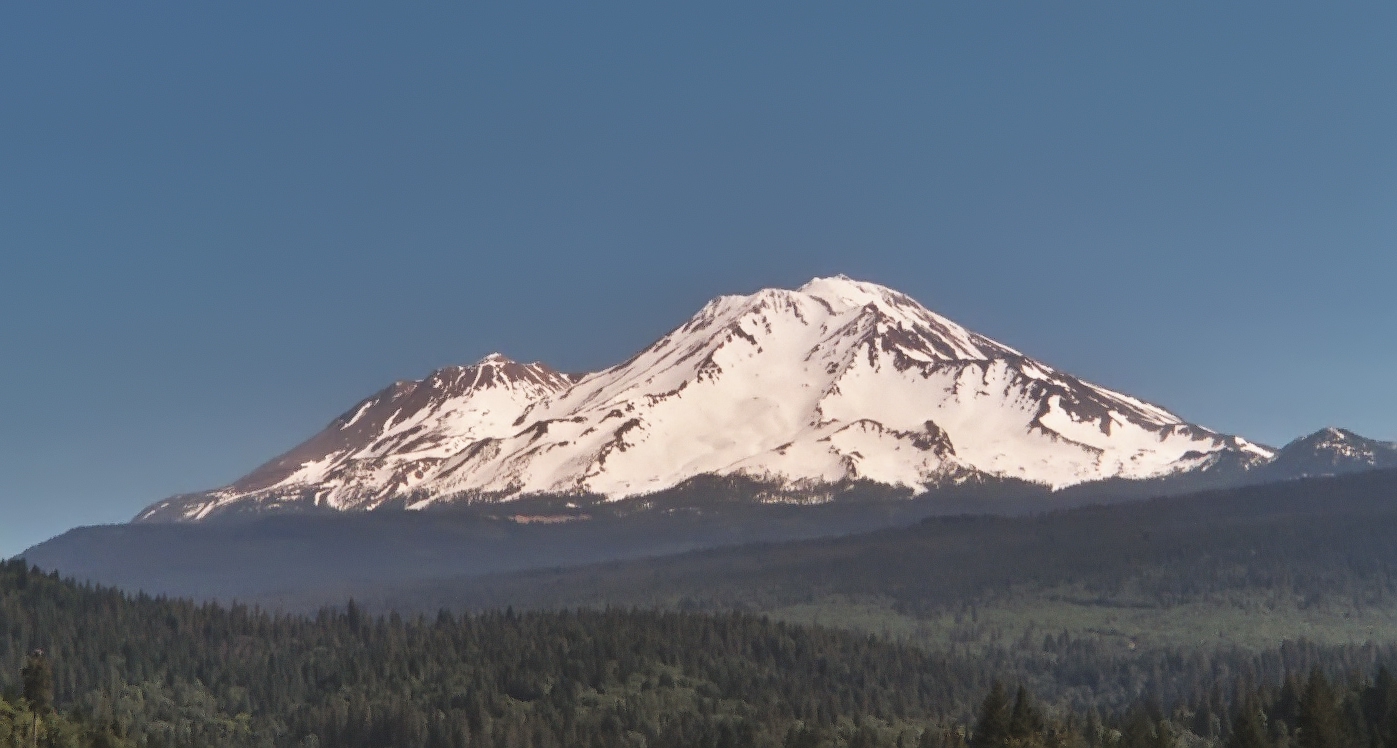
從鄧斯繆爾觀看沙斯塔山（Mount Shasta）

鄧斯繆爾（英語：Dunsmuir）是美國加利福尼亞州锡斯基尤县（Siskiyou County）的一個市級行政區。2000年對此城鎮進行人口普查所得的人口數為1,923人。在早期蒸汽機盛行的年代，此城鎮以重要的美國中太平洋地區（以及後來的南太平洋地區）鐵路調車場聞名。額外的蒸汽機動車（steam locomotives）在此地附掛上列車，以能在此地北方一帶爬坡。美國國鐵（Amtrak）也在此地停靠。

## 地理
鄧斯繆爾位於41°13′18″N 122°16′23″W / 41.22167°N 122.27306°W (41.221542, -122.273011)。
根據美國人口統計局資料，此城鎮總面積為4.7平方公里（1.8平方英里），全為陸地。
此城鎮是上蘇打泉（Upper Soda Springs）週邊發展出歷史園區的所在地，位在沿著沙加緬度河（Sacramento River）蜿蜒的锡斯基尤小径途中。
海拔2347英尺。

## 外部連結
- Official City Website
- Dunsmuir Chamber of Commerce （页面存档备份，存于）
- Upper Sacramento River Exchange
- Museum of the Siskiyou Trail
- KZRO/Z100.1FM, Dunsmuir radio station with live audio stream. （页面存档备份，存于）